# エンリコ・ファブリス
エンリコ・ファブリス(Enrico Fabris、1981年10月5日 - )は、イタリアの男子スピードスケート選手。イタリア人として初めて同競技でオリンピックのメダリストとなった。

## 経歴
ロアーナのアイススポーツ協会で6歳のときにスケートを始め、16年間に渡り所属した。その傍らパドヴァ大学で環境学を学ぶ。その後地元の警察官により構成されるチーム「Fiamme Oro」に加わる。
2006年トリノオリンピックでは1500mと団体パシュートで金メダル、5000mで銅メダルを獲得。冬季オリンピックの一大会で3個のメダルを獲得したのはイタリア人として2人目であった。
2007年には5000mの世界新記録をマークしたが、1週間後スベン・クラマーに塗り替えられた。
2011年11月に引退を表明した。ワールドカップでは優勝9回。(1500m5回、5000m2回、10000m1回、団体パシュート1回)
2015年12月にイタリアスポーツ殿堂入り。

## 脚注

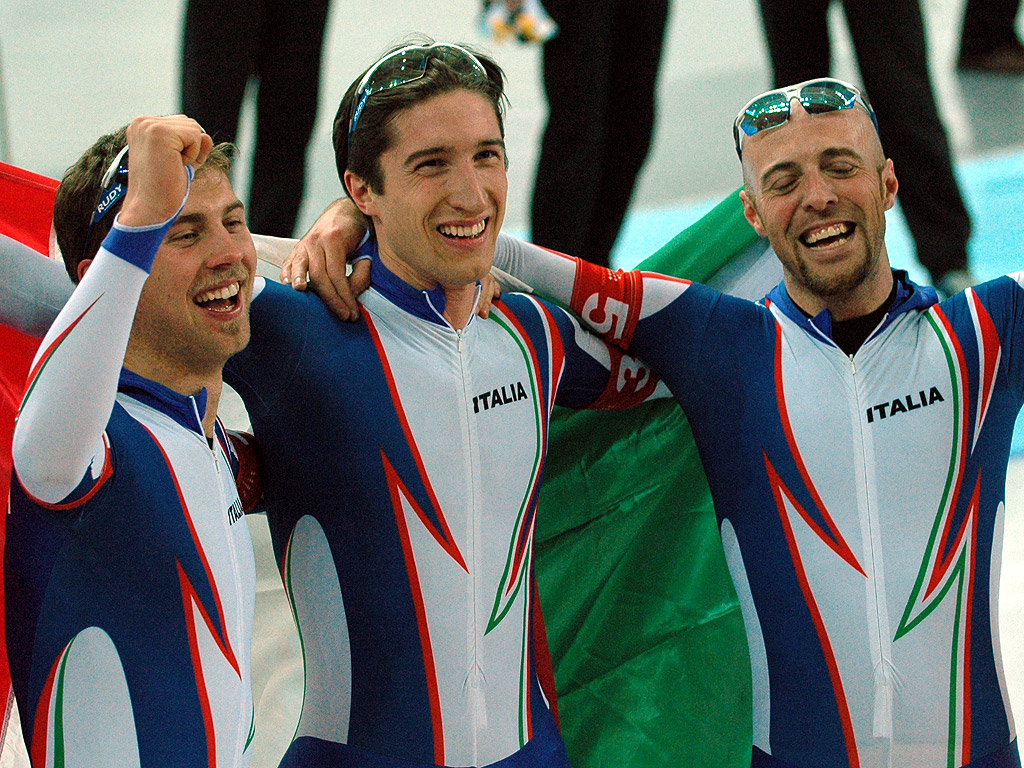
トリノオリンピック・団体パシュートで優勝した時のファブリス(中央)

## 自己記録
| 種目    | 記録       | 日時           | 場所               |
| ------- | ---------- | -------------- | ------------------ |
| 500 m   | 35秒99     | 2006年3月18日  | カルガリー         |
| 1000 m  | 1分09秒16  | 2007年11月11日 | ソルトレイクシティ |
| 1500 m  | 1分43秒48  | 2009年12月11日 | ソルトレイクシティ |
| 5000 m  | 6分06秒06  | 2009年12月12日 | ソルトレイクシティ |
| 10000 m | 13分10秒60 | 2006年3月19日  | カルガリー         |